# Harry Antrim
Harry Antrim (Chicago, 27 agosto 1884 – Los Angeles, 18 gennaio 1967) è stato un attore statunitense.

## Filmografia parziale

### Cinema
- Il miracolo della 34ª strada (Miracle on 34th Street), regia di George Seaton (1947)
- È tempo di vivere (Let's Live a Little), regia di Richard Wallace (1948)
- Ladri in guanti gialli (Larceny), regia di George Sherman (1948)
- Parole e musica (Words and Music), regia di Norman Taurog (1948)
- Atto di violenza (Act of Violence), regia di Fred Zinnemann (1949)
- I milionari (Ma and Pa Kettle), regia di Charles Lamont (1949)
- L'ereditiera (The Heiress), regia di William Wyler (1949)
- Nella polvere del profondo Sud (Intruder in the Dust), regia di Clarence Brown (1949)
- Non voglio perderti (No Man of Her Own), regia di Mitchell Leisen (1950)
- Il passo del diavolo (Devil's Doorway), regia di Anthony Mann (1950)
- Gli uomini perdonano (Tomorrow Is Another Day), regia di Felix E. Feist (1951)
- I'll See You in My Dreams, regia di Michael Curtiz (1951)
- Cacciatori di frontiera (The Bounty Hunter), regia di Andre DeToth (1954)
- 10 in amore (Teacher's Pet), regia di George Seaton (1958)

### Televisione
- Topper – serie TV, episodio 1x22 (1954)
- The George Burns and Gracie Allen Show – serie TV (1954-1957)
- Papà ha ragione (Father Knows Best) – serie TV (1955)
- The Great Gildersleeve – serie TV (1955)
- The Star and the Story – serie TV, episodio 2x11 (1956)
- Crossroads – serie TV, 5 episodi (1956-1957)
- Navy Log – serie TV, episodio 2x17 (1957)
- The Gray Ghost – serie TV, episodio 1x13 (1957)
- Sugarfoot – serie TV, episodi 2x02-4x08 (1958-1961)
- The Andy Griffith Show – serie TV (1960-1961)
- Lawman – serie TV (1960)
- La fattoria dei giorni felici (Green Acres) – serie TV (1967)